# Independencia (Anzoátegui)
Pour les articles homonymes, voir Independencia.
Independencia est l'une des vingt-et-une municipalités de l'État d'Anzoátegui au Venezuela. Son chef-lieu est Soledad. En 2011, la population s'élève à 30 016 habitants.

## Géographie

### Subdivisions
La municipalité possède une seule paroisse civile et une parroquia capital, traduite ici par « capitale » (en italiques et suivie d'une astérisque) avec, chacune à sa tête, une capitale (entre parenthèses) :
- Capitale Independencia * (Soledad) ;
- Mamo (Carapa).